# Orsonwelles iudicium
Orsonwelles iudicium – gatunek pająka z rodziny osnuwikowatych. Występuje endemicznie na Hawajach. 

## Taksonomia
Gatunek ten opisany został po raz pierwszy w 2002 roku przez Gustava Hormigę na łamach „Invertebrate Systematics”. Opisu dokonano na podstawie dwóch samców i dwóch samic odłowionych w 2000 roku. Materiał typowy zdeponowano w Narodowym Muzeum Historii Naturalnej. Epitet gatunkowy iudicium oznacza po łacinie „proces sądowy” i jest nawiązaniem do filmu Proces w reżyserii Orsona Wellesa.

## Morfologia
Samce osiągają od 7 do 7,3 mm długości ciała, z czego od 3,9 do 4 mm przypada na karapaks. Samice osiągają od 9,55 do 9,8 mm długości ciała, z czego od 4,4 do 4,5 mm przypada na karapaks. Karapaks jest ciemnobrązowy lub szary z jasną przepaską podłużną. Wysokość nadustka wynosi 2,1-krotność średnicy oczu przednio-środkowych u samicy i 2,7-krotność ich średnicy u samca. Duże i masywne szczękoczułki mają 15 lub 16 zębów na krawędzi przedniej oraz 10 lub 11 zębów na krawędzi tylnej. U samca zęby przedniej krawędzi od drugiego do szóstego zgrupowane są na małym wzgórku. Sternum jest brązowawe z przyciemnionymi brzegami. Jego kształt jest dłuższy niż szeroki z przedłużeniem między biodrami ostatniej pary. Podłużnie jajowata w zarysie opistosoma ma ubarwienie ciemnobrązowe lub szare z nielicznymi kropkami w częściach przednio-bocznych oraz jaśniejszymi znakami. Stożeczek jest duży, mięsisty i porośnięty szczecinkami.
Nogogłaszczki samca mają trzy trichobotria prolateralne i trzy retrolateralne na goleni. Od nogogłaszczków O. calx różnią się długą i w widoku grzbietowym prostą apofizą terminalną. Samica ma płytkę płciową o spiczastym szczycie, w widoku brzusznym wklęśniętych brzegach bocznych, a w widoku bocznym powierzchni grzbietowej prawie niewidocznej. Spermateki są małe i kuliste w kształcie.

## Występowanie i ekologia
Gatunek ten występuje endemicznie na wyspie Kauaʻi w archipelagu Hawajów. Ograniczony jest w swym zasięgu do szczytowej części góry Haupu. Spotykany był na wysokości 700 m n.p.m. Sieci łowne buduje pod paprociami z gatunku Dicranopteris linearis, blisko poziomu gruntu.